# Team (banda)
Team (también conocidos mayusculamente como TEAM) es un grupo de rock de Eslovaquia. En 1989, 1990 y 1991 ganaron el concurso musical "Zlatý slávik" (Ruiseñor dorado). En 1991 el cantante del grupo, Pavol Habera, ganó el premio a mejor cantante, superando a Karel Gott.
En 1989 publicaron un disco totalmente en esperanto, Ora Team'  (en castellano: «grupo dorado»). El álbum contó con las traducciones de Giorgio Silfer y Perla Martinelli quienes tradujeron las canciones desde el eslovaco, con la ayuda de Stano Marček. El disco fue lanzado paralelamente en Eslovaquia por la editora eslovaca Opus.
En 2005 su sencillo "Držím ti miesto", del álbum de 1990 Team 3, apareció en la banda sonora de la película de terror Hostel.

## Integrantes

### Formación actual
- Pavol Habera - vocal, guitarra
- Dušan Antalík - vocal de apoyo, guitarra
- Ivan Válek - bajo
- Juraj Tatár - teclados
- Marcel Buntaj - batería

### Exintegrantes
- Ivan Marček - batería
- Milan Dočekal - teclados
- Erich Siegel - batería
- Bohuš Kantor - teclados
- Roman Révai - vocal de apoyo
- Ďuso Petrus - batería
- Emil Fratik - batería

Miembros de Sesión
- Matěj Morávek - guitarra

## Discografía

### Álbumes de estudio
- 1988: "Team 1" (Opus Records)
- 1989: "Ora Team" (único álbum del grupo en esperanto) (Opus Records)
- 1989: "Prichytený pri živote" (Opus Records)
- 1990: "Team 3" (Opus Records)
- 1991: "Team 4" (Tommu Records)
- 1993: "Team 5" (Tommu Records)
- 1996: "Voľná zóna" (Ena Records)
- 2000: "7edem" (Forza Music)
- 2002: "Mám na teba chuť :-)" (Forza Music, Universal Music)
- 2004: "Team X" (Universal Music)
- 2007: "Team 11" (Universal Music)

### Recopilaciones
- 1994: "Team - Hity"
- 1997: "Best of Team"
- 2000: "Team - Zlaté hity"
- 2002: "Pavol Habera & Team Best of - Piesne o láske"
- 2003: "Live in Praha"
- 2005: "Best Of 1988-2005"
- 2006: "Gold"
- 2007: "Pavol Habera & Team - Největší Hity"
- 2009: "Team / Prichytený pri živote"
- 2016: "Od A po Zet"

- Datos: Q528227